# 玉川祐子
玉川 祐子（たまがわ ゆうこ、1922年〈大正11年〉10月1日 - ）は、浪曲曲師。現役最高齢の芸人である。

## 経歴
1922年茨城県西茨城郡北山内村片庭（現笠間市）に生まれる。小学校卒業後、子守奉公へ行き、 1940年に浪曲師の鈴木照子に入門。1941年三ノ輪の三友亭で初舞台を踏む。1942年に曲師へ転向し、 1972年曲師として木馬亭に初出演した。
結婚後も曲師を続けていたが、三男の病気をきっかけに休業。1970年代に曲師に復帰した。曲師への復帰に反対していた夫とは、この頃に離婚した。
1975年コンビを組んでいた浪曲師の玉川桃太郎と再婚した。
2018年、友人であった浪曲師の五代目港家小柳が死去し、小柳の弟子の港家小そめを預かり弟子として迎えた。
2022年に「祝・百寿記念 玉川祐子の会」が開催された。
2023年9月30日に、地元・笠間市で80年ぶりの凱旋公演「落語と浪曲を楽しむ夕べ～祐子百歳、笠間に帰る～」笠間稲荷神社稲光閣で開催された。
2024年2月、かさま応援大使に就任。

## 人物
- 息子の病気を機に創価学会に入会している[8]。

## 著書
- 『100歳で現役! 女性曲師の波瀾万丈人生』 玉川祐子、杉江松恋（光文社）2022年8月 ISBN 978-4-334-95324-9

## 出演

### 映画
- 絶唱浪曲ストーリー（2023年、川上アチカ監督）

### テレビ
- 笑点（2023年4月16日『祐子のスマホ』、10月1日『祐子のセーター』、日本テレビ） - 玉川太福の曲師として出演。
- 100歳に聞く！（2023年10月28日、テレビ朝日）
- NHK浪曲特選・夏（2024年7月14日、NHKEテレ） - 玉川太福の曲師として出演。